# Klaus Mietusch
 Klaus Mietusch  (5 août 1918 - 17 septembre 1944), est un pilote de chasse allemand et as de la Seconde Guerre mondiale.

## Biographie
Le Leutnant Klaus Mietusch intégra la Jagdgeschwader 26 quand celle-ci s'appelait encore JG 132 à la toute fin des années 30. Affecté au Stab au début de la guerre, il passa à la 7./JG 26, l'une des escadrilles du III./JG 26, avec qui il descendit son premier adversaire le 31 mai 1940 au-dessus de Dunkerque lors d'une violente confrontation avec les appareils de la RAF. Chose rare, il demeurera au sein de ce groupe tout le long de sa carrière, une carrière qui faillit bien s'achever prématurément :  abattu le 8 juin, il survécu à un atterrissage forcé et un tir…dans les fesses (!) de la part d'un civil français. Libéré après l'armistice, il rejoindra l'Allemagne pour hospitalisation.
La 7./JG 26, désormais commandée par Joachim Müncheberg, se retrouva postée en Méditerranée de janvier 1941 au mois de juin suivant, avec un court passage dans les Balkans. Sur ce front bien particulier, l'Oberleutnant Mietusch abattra 6 Hurricane ainsi qu'un Avia BH-33 au-dessus de la Yougoslavie. Le nouvel as sautera ensuite avec son unité en Libye pour deux mois supplémentaires. Il y réalisera un 10e succès et un autre probable avant de plier bagage pour retour en Europe. Revenu en France, Klaus Mietusch succéda à Müncheberg à la tête de la 7./JG 26 le 19 septembre au lendemain d'un nouveau succès. Il en ajoutera trois autres jusqu'à la fin de l'année 1941.
Le III./JG 26 est maintenant sous la coupe du Hauptmann Josef Priller et a troqué progressivement ses 109 contre les nouveaux FW 190. À l'issue du raid sur Dieppe, Mietusch porta son score à 20 après un doublé sur des Spitfire. Il se confronta pour la première fois aux quadrimoteurs américains le 9 octobre 1942 et put touché un B-24 puis un B-17 ; malgré un rapport de combat détaillé, il semble toutefois que ces deux succès ne lui seront pas confirmés.
En janvier 1943, la 7./JG 26 amorça un échange avec la 4./JG 54 opérante en Russie. Départ est donné le 17 février suivant, le promu Hauptmann Klaus Mietusch comptant alors à ce moment-là une trentaine de victoires. Les opérations sur le front Est débutèrent début mars, mais le principal intéressé ratera son entrée en matière quand le moteur de son FW 190 le lâcha au décollage le 20 du mois, entraînant un crash inévitablement. Résultat, deux mois forcés d'hospitalisation. L'officia se rattrapa très vite en descendant personnellement 15 appareils soviétiques en un mois, réalisant au passage un quadruplé et un quintuplé en deux journées distinctes.
L'officier retourna en France, cette fois en tant que Kommandeur du III./JG 26, Gruppe qui ne vole désormais plus que sur Bf 109. Le 17 août 1943, Mietusch réalisa un doublé sur des B-17 lors du raid sur Schweinfurt, l'as se faisant un spécialiste de la chasse aux quadrimoteurs en ouvrant le feu sur ces gros appareils uniquement de très près. Il clôtura l'année avec 54 victoires, dont 7 quadrimoteurs depuis son retour dans l'Hexagone. Malgré un ratio victoires/pertes encore favorable aux Allemands à cette époque, ceux-ci pâtissent déjà grandement d'un manque d'effectifs. Mietusch se refusera pourtant de lâcher au combat des pilotes encore peu expérimentés.
Le 14 janvier 1944, le Hauptmann Mietusch descendit un Spitfire et un P-47 en deux sorties, avant de faire de même le 25 février suivant sur deux nouveaux B-17. Une autre Flying Fortress fera son 60e succès le 8 mars avant qu'un Thunderbolt ne l'aligne correctement dans sa mire, obligeant Mietusch à s'éjecter et passer une semaine à l'hôpital. Décoré enfin de la Croix de Chevalier le 26 mars, il passa trois semaines de plus au lit après avoir roulé dans un trou de bombe en atterrissant sur le terrain de Rouvres-Étain le 8 avril. Lors des combats en Normandie, le Major Klaus Mietusch ne va démériter, revendiquant 10 chasseurs alliés et deux quadrimoteurs lors de cette campagne, soit le second meilleur score de toute la JG 26. Dans l'intervalle, le Kommandeur se rappellera aux bons souvenirs du personnels soignants allemands pour deux semaines de plus, victime d'un Spitfire malgré les avertissements radio de son ailier. D'ordinaire peu sociable avec ses subordonnés, Mietusch était aussi sans doute proche du point de rupture à ce moment-là.
Le 17 septembre au déclenchement de l'opération Market Garden, c'est la fin. Mietusch descendit un P-51 au nord-ouest de Düsseldorf, mais succomba à son tour sous les tirs du Lieutenant américain William R. Beyer du 361st Fighter Group. L'as allemand sera décoré des feuilles de chêne à titre posthume deux mois plus tard. Son palmarès s'établit à 75 victoires (chiffre variable selon les sources), 15 à l'Est et 16 quadrimoteurs, tout en ayant été blessé à quatre reprises et abattu dix fois . Klaus Mietusch était certes réputé pour être assez distant avec ses hommes, mais tout exigeant envers lui-même qu'envers eux, et sachant juger les pilotes à leur juste valeur au combat.